# Галицько-Волинське князівство
Га́лицько-Воли́нська держава (д.-рус. Князьство Галичьскоє и Волыньскоє) у деяких європейських джерелах ХІІІ—XV століть використовувалась латинська назва Королі́вство Руське () — Середньовічна монархічна держава у Центрально-Східній Європі. Існувало у 1199—1349 роках. Правителями були князі й королі з династій Рюриковичів, П'ястів і Гедиміновичів. Утворене волинським князем Романом Мстиславичем унаслідок приєднання Галицького князівства 1199 року. Після коронації Данила Романовича 1253 року в деяких іноземних джерелах стало іменуватись Королівством Руським. З 1302 року у держави була своя церква (Галицька митрополія), що була частиною Константинопольського патріархату.
В історії українського народу Галицько-Волинська держава відіграло надзвичайно велику роль, ставши після занепаду Києву, новим центром політичного та економічного життя. Територіально та політично воно об'єднало велику частину етнічних українських земель, зберегло від завоювання та асиміляції південну та західну гілки східного слов'янства, сприяло їхній консолідації та усвідомленню власної самобутності.
Вдале географічне розташування, насамперед близькість до західноєвропейських торговельних шляхів, зумовило економічне зростання та зміцнення даної території. А енергійна об'єднавча політика князів Романа Мстиславовича та Данила Романовича Галицького сприяла політичному піднесенню князівства, перетворенню його на активного політичного гравця на міжнародній арені. Понад сто років позиція Галицько-Волинського князівства суттєво впливала на політичні процеси тогочасної Центральної Європи.
Одне з найбільших князівств періоду територіальної роздробленості Русі. До його складу входили Галицька, Перемишльська, Звенигородська, Теребовльська, Володимирська, Луцька, Белзька, Холмська та Берестейська землі, Пониззя (пізніше Поділля), а також територія між Східними Карпатами, Дністром і Дунаєм — Шипинська та Берладська землі, на яких згодом виникло Молдавське князівство.
Проводило активну зовнішню політику в Східній і Центральній Європі. Головними ворогами (конкурентами) були Польща, Угорщина, з середини XIII століття — Золота Орда і Литва. Для протидії сусідам неодноразово укладались союзи із католицьким Римом і Тевтонським Орденом.
Занепало внаслідок династичної кризи та через надмірно сильні позиції боярської шляхти у політиці. У 1340 році, у зв'язку зі смертю від отруєння останнього повновладного правителя князівства Юрія Болеслава Тройденовича, розпочався тривалий конфлікт між сусідніми державами за галицько-волинську спадщину. У 1349 році королівство перестало існувати як єдина політично ціла одиниця: Галичина була поглинута сусіднім Польським королівством, а Волинь поступово інкорпорована Гедиміновичами до Великого князівства Литовського після смерті останнього руського короля та волинського князя Любарта. Угорщина не визнала зайняття Галицької землі Польщею у 1387 році. Після смерті Казимира Великого у 1370 році Галичина, як і всі землі Корони Польської, була успадкована Людовиком Великим. У 1434 році на території Галичини було створено Руське, а в 1462 — Белзьке воєводство.

## Назва
- Королівство Руське (лат. Regnum Russiae) — офіційна назва з 1254 року; відома у джерелах ХІІІ—XV століть.
- Князівства Руської землі — Галичини та Волині (перша половина XIV століття)[3]
- Королівство Галичини та Волині (лат. Regnum Galiciae et Lodomeriae) — угорська назва.

Кабінетні терміни

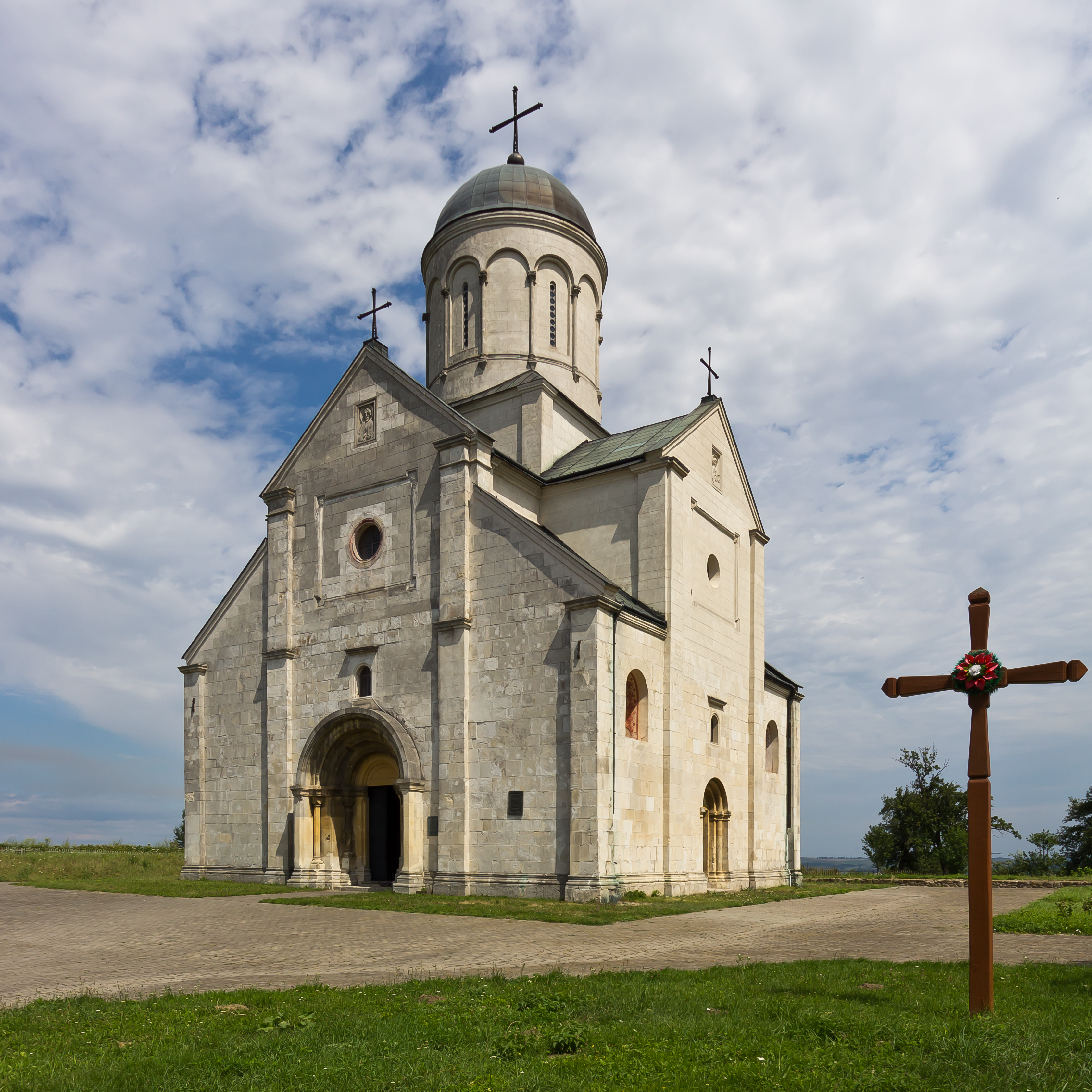
Церква св. Пантелеймона єдина частково збережена пам'ятка галицької архітектурної школи XII—XIII ст.

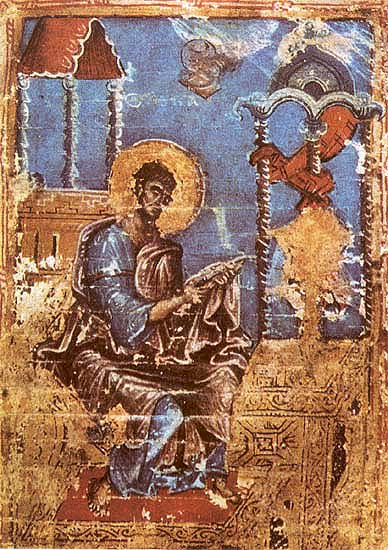
Євангеліст Лука (Володимир, 13 ст., Волинське Євангеліє).

- Галицько-Волинське князівство — назва, що походить від імені австрійського Королівства Галіції і Лодомерії нового часу. Закріпилася у сучасній західній та російській історіографії, всупереч назвам, що зустрічаються у джерелах ХІІІ—XV століть, а також титулатурі руських князів і королів[джерело?].
- Галицько-Волинська держава — в українській історіографії для уникнення термінів «князівство» або «королівство».
- Держава Романовичів[4].

## Символіка

### Герб та прапор

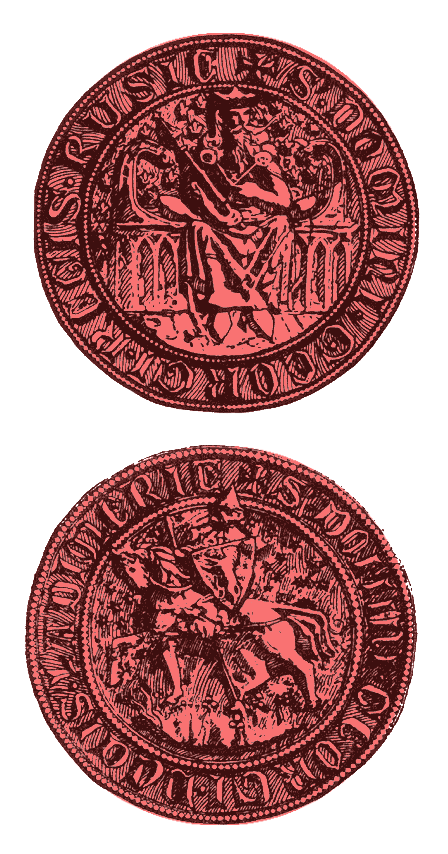
Печатка Юрія Львовича

Найдавніші відомості про державно-династичні герби Держави Романовичів походять від середини ХІІІ століття. При цьому треба розрізняти родові символи та територіальні, останні з яких і можна трактувати саме як державний герб. За свідченням літописця, на кам'яній вежі, що знаходилась поблизу міста Холм, де мав резиденцією Данило Романович, був вирізьблений орел («стоить же столпъ поприща . ѿ город̑ каменъ . а на нѣмь ѡрелъ каменъ . изваӕнъ»). Не виключено, що цим знаком, у вигляді двоголового орла, користувався ще батько Данила Роман Мстиславич, який на думку деяких дослідників був одружений з дочкою візантійського імператора. У писемних джерелах наявні звістки про печатки «з зубом», які були при грамотах князя Лева. У геральдичній поемі Конрада фон Муре «Clipearium Teutonicorum» вміщено опис герба одного з руських правителів — «Червоний повстяний капелюх у білому полі Руського короля, народ якого проживає далеко від Рейну». Варіанти зображення цього герба бачимо у Цюрихському гербовнику. В науковій літературі поширена думка про те, що «знак у вигляді зуба», «повстяний капелюх» являють собою переосмислення зображення тризубоподібного знаку.

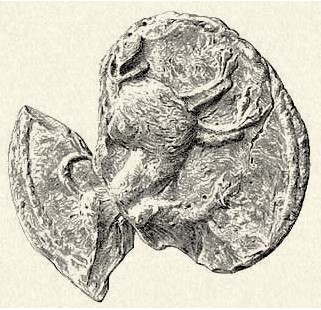
Печатка Лева Юрійовича

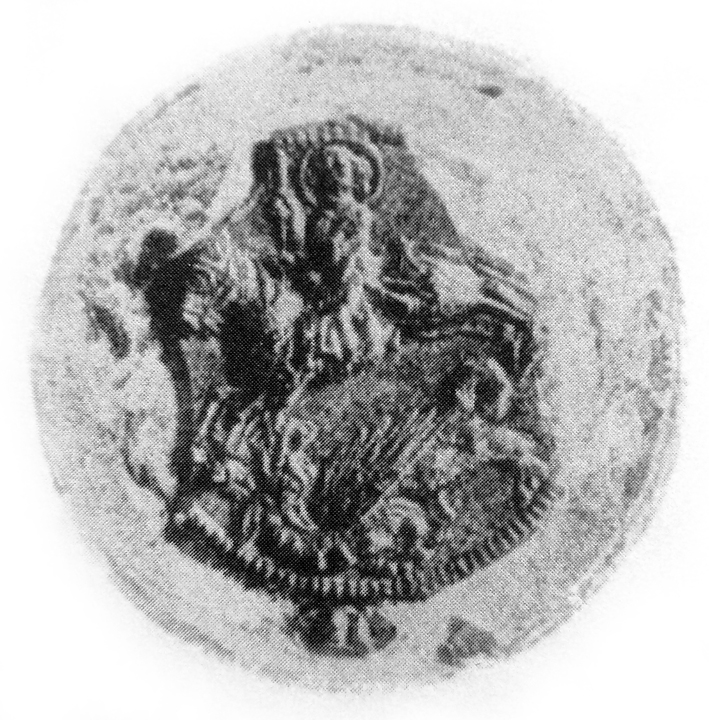
Печатка міста Володимира або державна печатка першої половини XIV століття

Король Юрій Львович використовував печатку, на лицевій стороні якої зображений король на троні, на зворотній — озброєний вершник, що тримає щит із зображенням лева, який ніби спинається на скелю. Ймовірно, з іменем короля Юрія пов'язана поява державного герба з зображенням хреста. Син Юрія, Лев, використовував печатку, на лицевій стороні якої зображений володар, обабіч якого — півмісяць і хрест, а на зворотній стороні — лев. На портолані Анджеліно Дульсерта, датованому 1339 роком, над Львовом намальований зелений прапор з червоним хрестом і півмісяцем. Схожий прапор бачимо у списках «Книги знань про всі королівства землі і володіння, які є у світі». У XIV столітті один з руських володарів карбував монети, на аверсі яких зображений хрест, на реверсі — лев. Зображення срібного хреста на червоному полі згодом виконуватиме роль земельного герба Волині.
У деяких публікаціях зображення вершника з печатки Юрія Львовича трактується як знак Володимирського князівства. На думку ряду дослідників, така інтерпретація є безпідставною, оскільки печатка короля Юрія виконана відповідно до тогочасної практики європейських володарських маєстатових печаток, на одній стороні яких був зображений король або князь на троні, на звороті — володар або воїн на коні (іноді — у турнірному обладунку), а династичний чи територіальний герб фігурував на щиті лицаря (іноді — ще й на попоні коня).
Андрій Гречило вважає, що стабілізація постійного територіального знаку Держави Романовичів мала б пов'язуватися ще з фактом коронації Данила Романовича та прийняттям ним королівських атрибутів. Хоча виявити королівську печатку чи інші свідчення про тогочасні знаки досі не вдалося, проте, як політична сторона цього факту, так і пізніша апеляція Данилових нащадків до королівської традиції, повинні були сприяти утвердженню єдиного знака Галицько-Волинської держави.
На думку О. Однороженка, від початку XIV століття в основі гербів столичних міст Володимира і Львова перебували сюжети похідні від державних гербів. На печатці Львова бачимо лева в міській брамі, на печатці Володимира — озброєного вершника з німбом (постать святого Юрія на коні), що проколює списом крилатого змія. Зображення постаті святого Юрія на коні згодом фігуруватиме як династичний герб руських князів під назвою «Погоня руська».

### Західні землі Русі

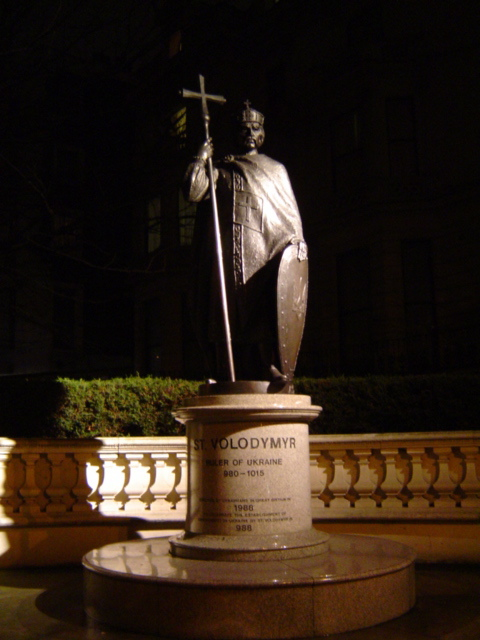
Святий Володимир, який приєднав землі Галичини і Волині до Руської держави (пам'ятник у Лондоні)

### Заснування єдиного князівства

Роман Мстиславич — засновник Галицько-Волинського князівства

### Княжіння і королювання Данила Романовича

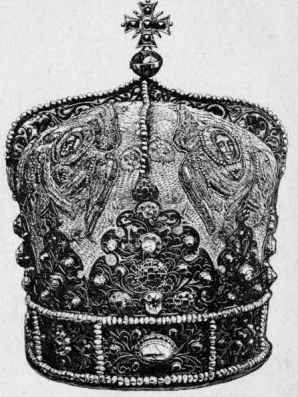
Митра перемиських єпископів, так звана корона Данила Романовича

### Княжіння нащадків Данила

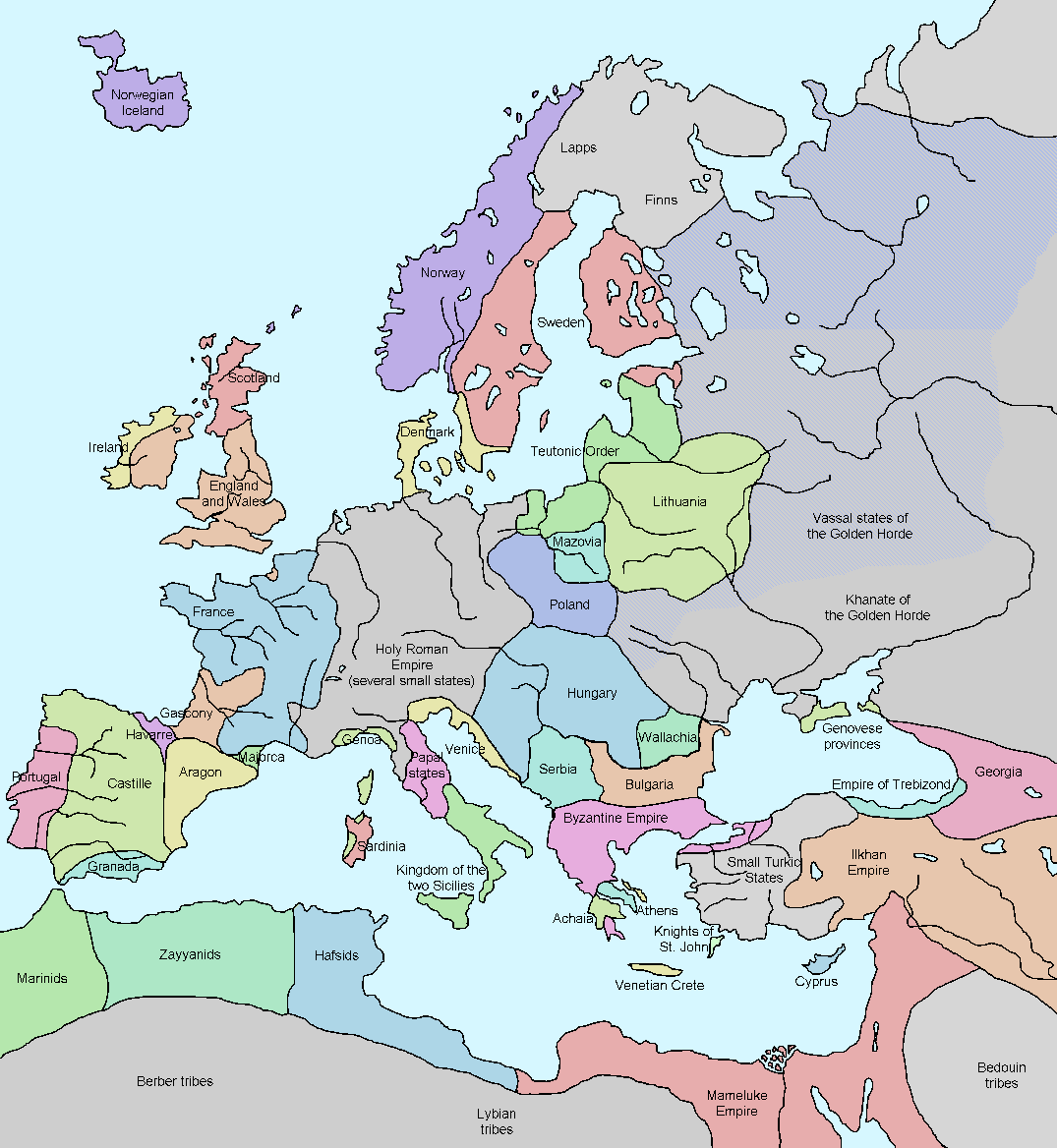
Країни Європи станом на 1328 рік

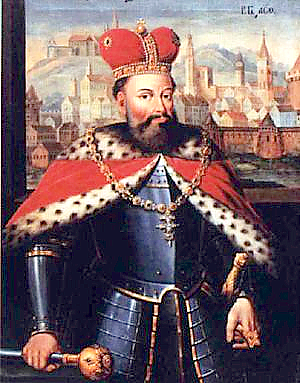
Лев Данилович на фоні Львова

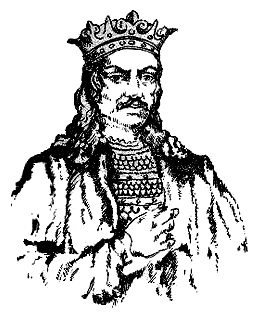
Юрій-Болеслав Тройденович або Юрій ІІ, король Русі (1325—1340) з династії П'ястів

### Війна за спадщину

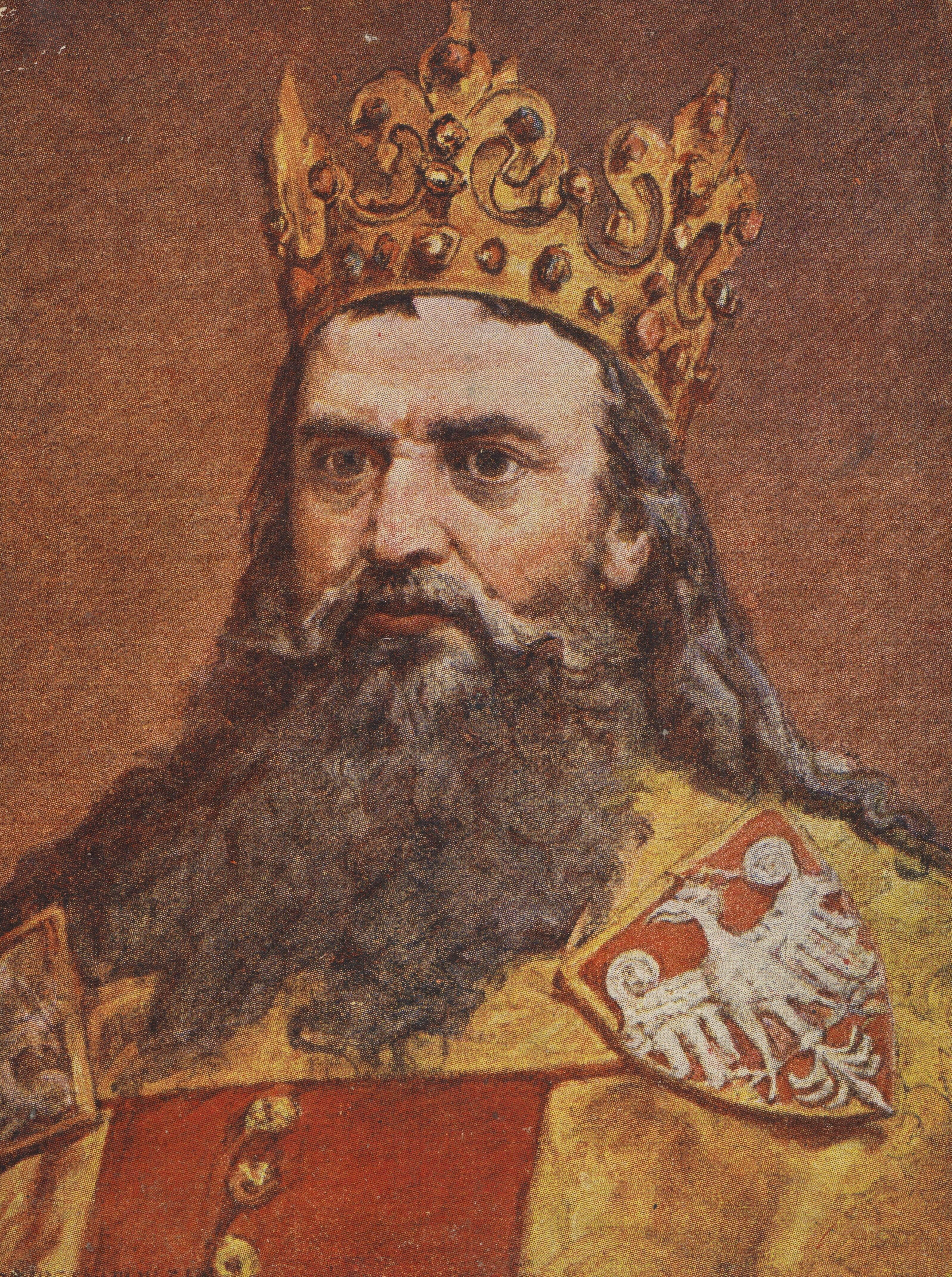
Казимир III — завойовник Галичини

### Суспільство

Галицька земля
Волинська земля
Перемиська земля
Белзька земля